# 鈴木康司
鈴木 康司（すずき こうじ、1933年9月20日 - 2024年10月3日）は、日本のフランス文学者、中央大学名誉教授。元中央大学学長。専門はフランス演劇史、特に17世紀・18世紀喜劇史。

## 略歴
東京市神田区錦町に生まれる。父鈴木一平、母ときの5男。父一平は大修館書店創立者、社長。四兄淑夫は衆議院議員。
1952年、東京教育大学附属高等学校卒業。1956年、東京大学文学部仏文学科卒業。1960年、文部省派遣フランス政府給費留学生として渡仏、パリ大学に学ぶ。1964年、東京大学大学院人文研究科博士課程満期退学、中央大学文学部専任講師。1966年同助教授、1974年同教授。1981年「下僕像の変遷に基づく十七世紀フランス喜劇史」で東大文学博士。1984年パリ国際大学都市日本館館長。1987年フランス政府より教育功労章オフィシエ。1989年中央大学文学部長。1999年同大学学長。2004年退職、名誉教授。
2007年、公益財団法人日仏会館副理事長。2013年から2023年6月まで、公益財団法人大学セミナーハウス館長。

## 受賞・栄典
- 1971年「スタンダード和仏辞典」（共著）で第25回毎日出版文化賞受賞。
- 1998年『闘うフィガロ』で第48回芸術選奨文部大臣賞受賞。
- 2009年4月29日 瑞宝重光章受章[3]。

## 著書
- 『下僕像の変遷に基づく17世紀フランス喜劇史』大修館書店 1979年
- 『パリ日本館からボンジュール』三修社 1987年
- 『闘うフィガロ ボーマルシェ一代記』大修館書店 1997年
- 『わが名はモリエール』大修館書店 1999年

### 共編著
- 『動詞中心フランス語読本』伊東晃共著 芸林書房 1971
- 「事典現代のフランス」新倉俊一、弥永康夫、冨永昭夫,稲生永,朝比奈誼、石井晴一共編　大修館書店　1977年
- 『耳から学ぶフランス語』福井芳男,保苅瑞穂共著 駿河台出版社 1983

### 翻訳
- ラシーヌ「裁判きちがい」鈴木力衛共訳　『世界古典文学全集』筑摩書房、1965
- ウージェーヌ・ラビーシュ『未来海外劇場 no.4 文法』未来社 1967
- ボーマルシェ「罪ある母」『マリヴォー・ボーマルシェ名作集』白水社　1977
- モリエール 女房学校・ドン・ジュアン・スカパンの悪だくみ『世界文学全集』講談社、1978
- 『新マリヴォー戯曲集』大修館書店　1989年（井村順一、佐藤実枝共訳）
- タシャール『シャム王国旅行記』岩波書店（17・18世紀大旅行記叢書）1991
- ヴェラス『セヴァランブ物語』岩波書店（ユートピア旅行記叢書）1997
- マリヴォー『理性の島』岩波書店（ユートピア旅行記叢書）1997
- ボーマルシェ『セビーリャの理髪師』岩波文庫 2008
- 『フランス十七世紀演劇集 喜劇』伊藤洋、冨田高嗣共訳 中央大学出版部 2010年
- ボーマルシェ『新訳フィガロの結婚　付録　フィガロ三部作について』大修館書店　2012年

## 記念論集
- 『鈴木康司中央大学教授退職記念論文集』2004年3月